# Polski Związek Piłki Siatkowej

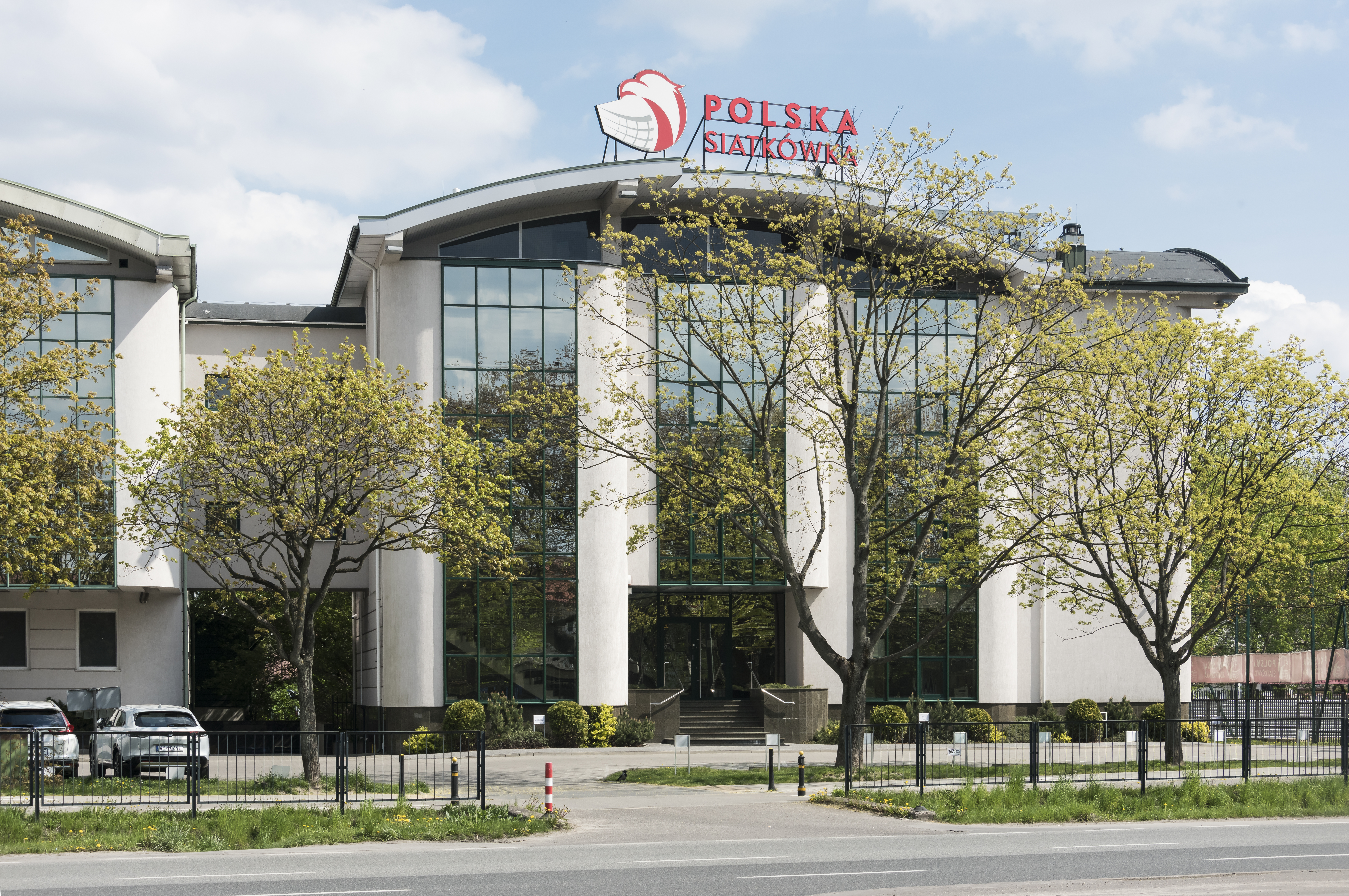
Siedziba związku przy ul. Puławskiej 383 w Warszawie

Polski Związek Piłki Siatkowej (oficjalny skrót PZPS) – ogólnokrajowy związek sportowy (stowarzyszenie), działający na terenie Rzeczypospolitej Polskiej, posiadający osobowość prawną, będący jedynym prawnym reprezentantem polskiej siatkówki (zarówno mężczyzn, jak i kobiet we wszystkich kategoriach wiekowych) w kraju i za granicą.

PZPS zajmuje się rozwojem, a także propagowaniem siatkówki w Polsce, organizuje rozgrywki ligowe (poza męską PlusLigą i PLS 1. Ligą oraz Tauron Ligą kobiet) oraz pucharowe (związek organizuje początkowe rundy rozgrywek tj. w których udziału nie biorą jeszcze kluby PlusLigi oraz Tauron Ligi) w kraju, będąc jednocześnie odpowiedzialnym za funkcjonowanie wszystkich reprezentacji.

Współzałożyciel i członek FIVB (18 kwietnia 1947) oraz CEV (21 października 1963).

## Historia
Po zakończeniu I wojny światowej i odzyskaniu przez Polskę niepodległości piłka siatkowa stopniowo zaczęła rozpowszechniać się na terenie niemal całego kraju. Stało się tak głównie za sprawą błyskawicznego rozwoju lekkoatletyki – obok piłki nożnej, najpopularniejszej dyscypliny w II Rzeczypospolitej. Toteż w ramach Polskiego Związku Lekkoatletyki – już od wczesnych lat 20. XX w. – prowadzono gry sportowe uzupełniające trening ogólnorozwojowy (m.in. koszykówkę, siatkówkę, palanta i szczypiorniaka). Liczba zawodników je uprawiających systematycznie rosła, więc już na początku 1925 r. utworzono w Katowicach Polski Związek Palanta i Gier Ruchowych (PZPiGR), który zjednoczył ich miłośników. W 1926 r. wprowadził on do swego statutu punkt o organizacji nowych dyscyplin sportowych (w tym piłki siatkowej). 3 kwietnia 1926 PZPiGR zmienił swą nazwę na Polski Związek Gier Ruchowych (PZGR) obejmujący m.in. siatkówkę. Na początku 1928 r. PZGR został zastąpiony przez nowo powstały Polski Związek Gier Sportowych (PZGS) z siedzibą w Warszawie, co uznaje się za początek piłki siatkowej w Polsce w zorganizowanej formie. W 1936 r. PZGS zmienił nazwę na Polski Związek Piłki Ręcznej (PZPR). Po II wojnie światowej zmieniono nazwę centrali na Polski Związek Koszykówki, Siatkówki i Szczypiorniaka (PZKSS), który 18 kwietnia 1947 brał czynny udział w zakładaniu FIVB. Jako samodzielny związek sportowy PZPS został powołany 30 czerwca 1957, podczas Krajowej Konferencji Sprawozdawczo-Wyborczej Piłki Siatkowej.

## Wojewódzkie Związki Piłki Siatkowej
| Lp. | Oficjalna nazwa                                | Siedziba     | Strona internetowa      |
| 1.  | Dolnośląski Związek Piłki Siatkowej            | Wrocław      | dzps.pl                 |
| 2.  | Kujawsko-Pomorski Związek Piłki Siatkowej      | Bydgoszcz    | kpzps.pl                |
| 3.  | Lubuski Związek Piłki Siatkowej                | Zielona Góra | lzps.pl                 |
| 4.  | Łódzki Związek Piłki Siatkowej                 | Łódź         | siatka-lodzkie.pl       |
| 5.  | Małopolski Związek Piłki Siatkowej             | Kraków       | mzps.pl                 |
| 6.  | Mazowiecko-Warszawski Związek Piłki Siatkowej  | Warszawa     | mwzps.pl                |
| 7.  | Opolski Związek Piłki Siatkowej                | Opole        | ozps.pl                 |
| 8.  | Podkarpacki Wojewódzki Związek Piłki Siatkowej | Rzeszów      | podkarpackasiatkowka.pl |
| 9.  | Podlaski Okręgowy Związek Piłki Siatkowej      | Białystok    | pozps.bialystok.pl      |
| 10. | Pomorski Wojewódzki Związek Piłki Siatkowej    | Gdańsk       | pwzps.pl                |
| 11. | Śląski Związek Piłki Siatkowej                 | Katowice     | szps.pl                 |
| 12. | Świętokrzyski Związek Piłki Siatkowej          | Kielce       | szps.kielce.pl          |
| 13. | Warmińsko-Mazurski Związek Piłki Siatkowej     | Olsztyn      | wmzps.org               |
| 14. | Wielkopolski Związek Piłki Siatkowej           | Poznań       | wzps.poznan.pl          |
| 15. | Wojewódzki Związek Piłki Siatkowej w Lublinie  | Lublin       | wzps.lublin.pl          |
| 16. | Zachodniopomorski Związek Piłki Siatkowej      | Szczecin     | zzps.pl                 |

## Prezesi PZPS
| Prezes                     | Kadencja  | Uwagi |
| -------------------------- | --------- | ----- |
| Eugeniusz Krotkiewski      | 1957      |       |
| Tadeusz Brzósko            | 1957–1969 |       |
| Zygmunt Najdowski          | 1969–1971 |       |
| Stanisław Romański         | 1971–1978 |       |
| Tadeusz Sąsara             | 1978–1988 |       |
| Eryk Ippohorski-Lenkiewicz | 1988–2001 |       |
| Janusz Biesiada            | 2001–2004 |       |
| Mirosław Przedpełski       | 2004–2015 |       |
| Paweł Papke                | 2015–2016 |       |
| Jacek Kasprzyk             | 2016–2021 |       |
| Sebastian Świderski        | od 2021   |       |

## Historia siatkówki w Polsce
- 1920 – pierwsze doniesienia o grze w siatkówkę w Polsce (wówczas nazywaną: latającą piłką, dłoniówką lub przebijanką).

- 1924 – utworzenie pierwszych sekcji siatkarskich w polskich klubach akademickich (w Warszawie, Łodzi, Krakowie, Lwowie, Wilnie i Białymstoku).

- 1926 – wprowadzenie przez Polski Związek Palanta i Gier Ruchowych (PZPiGR) do swego statutu punktu o organizacji nowych dyscyplin sportowych (w tym: siatkówki). 3 kwietnia 1926 PZPiGR zmienia nazwę na Polski Związek Gier Ruchowych (PZGR) obejmujący siatkówkę, koszykówkę, szczypiorniaka i hazenę (czeską odmianę piłki ręcznej kobiet).

- 1928 – PZGR zostaje zastąpiony przez nowo powstały Polski Związek Gier Sportowych (PZGS) z siedzibą w Warszawie, co uznaje się za początek piłki siatkowej w Polsce w zorganizowanej formie.

- 1929 – pierwsze mistrzostwa Polski w Warszawie. Pierwszy nieoficjalny występ polskich siatkarzy na arenie międzynarodowej (Jamborre w Anglii).

- 1930 – pierwszy oficjalny kontakt polskich siatkarzy na arenie międzynarodowej. AZS Warszawa gra w Czechosłowacji.

- 1931 – pierwszy występ drużyny zagranicznej w Polsce. Warszawa gości US Ryga.

- 1936 – PZGS zmienia nazwę na Polski Związek Piłki Ręcznej (PZPR).

- Po II wojnie światowej zmieniono nazwę centrali na Polski Związek Koszykówki, Siatkówki i Szczypiorniaka (PZKSS), który 18 kwietnia 1947 brał czynny udział w zakładaniu FIVB.

- 1947 – pierwszy kongres siatkówki w Paryżu. Pierwszy mecz międzypaństwowy mężczyzn Polska – Czechosłowacja w Warszawie, przegrany 2:3.

- 1948 – pierwszy mecz międzypaństwowy kobiet Polska – Czechosłowacja w Warszawie, wygrany 3:1.

- 1957 – (30 czerwca) przekształcenie się Polskiego Związku Koszykówki, Siatkówki i Szczypiorniaka w Polski Związek Piłki Siatkowej.

## Sukcesy reprezentacji
| Rok  | Reprezentacja | Medal   | Turniej                     | Miejsce turnieju                                | Trener                   |
| 1949 | kobiety       | brązowy | Mistrzostwa Europy          | Czechosłowacja                                  | Lotar Geyer              |
| 1950 | kobiety       | srebrny | Mistrzostwa Europy          | Bułgaria                                        | Kazimierz Strycharzewski |
| 1951 | kobiety       | srebrny | Mistrzostwa Europy          | Francja                                         | Zygmunt Krzyżanowski     |
| 1952 | kobiety       | srebrny | Mistrzostwa Świata          | ZSRR                                            | Zygmunt Krzyżanowski     |
| 1955 | kobiety       | brązowy | Mistrzostwa Europy          | Rumunia                                         | Lucjan Tyszecki          |
| 1956 | kobiety       | brązowy | Mistrzostwa Świata          | Francja                                         | Zygmunt Krzyżanowski     |
| 1958 | kobiety       | brązowy | Mistrzostwa Europy          | Czechosłowacja                                  | Zbigniew Szpyt           |
| 1962 | kobiety       | brązowy | Mistrzostwa Świata          | ZSRR                                            | Stanisław Poburka        |
| 1963 | kobiety       | srebrny | Mistrzostwa Europy          | Rumunia                                         | Stanisław Poburka        |
| 1964 | kobiety       | brązowy | Letnie Igrzyska Olimpijskie | Tokio, Japonia                                  | Stanisław Poburka        |
| 1965 | mężczyźni     | srebrny | Puchar Świata               | Polska                                          | Zygmunt Kraus            |
| 1967 | kobiety       | srebrny | Mistrzostwa Europy          | Turcja                                          | Benedykt Krysik          |
| 1967 | mężczyźni     | brązowy | Mistrzostwa Europy          | Turcja                                          | Tadeusz Szlagor          |
| 1968 | kobiety       | brązowy | Letnie Igrzyska Olimpijskie | Meksyk, Meksyk                                  | Benedykt Krysik          |
| 1971 | kobiety       | brązowy | Mistrzostwa Europy          | Włochy                                          | Zygmunt Krzyżanowski     |
| 1974 | mężczyźni     | złoty   | Mistrzostwa Świata          | Meksyk                                          | Hubert Wagner            |
| 1975 | mężczyźni     | srebrny | Mistrzostwa Europy          | Jugosławia                                      | Hubert Wagner            |
| 1976 | mężczyźni     | złoty   | Letnie Igrzyska Olimpijskie | Montreal, Kanada                                | Hubert Wagner            |
| 1977 | mężczyźni     | srebrny | Mistrzostwa Europy          | Finlandia                                       | Jerzy Welcz              |
| 1979 | mężczyźni     | srebrny | Mistrzostwa Europy          | Francja                                         | Aleksander Skiba         |
| 1981 | mężczyźni     | srebrny | Mistrzostwa Europy          | Bułgaria                                        | Aleksander Skiba         |
| 1983 | mężczyźni     | srebrny | Mistrzostwa Europy          | RFN                                             | Hubert Wagner            |
| 2003 | kobiety       | złoty   | Mistrzostwa Europy          | Turcja                                          | Andrzej Niemczyk         |
| 2005 | kobiety       | złoty   | Mistrzostwa Europy          | Chorwacja                                       | Andrzej Niemczyk         |
| 2006 | mężczyźni     | srebrny | Mistrzostwa Świata          | Japonia                                         | Raúl Lozano              |
| 2009 | mężczyźni     | złoty   | Mistrzostwa Europy          | Turcja                                          | Daniel Castellani        |
| 2009 | kobiety       | brązowy | Mistrzostwa Europy          | Polska                                          | Jerzy Matlak             |
| 2011 | mężczyźni     | brązowy | Liga Światowa               | Polska                                          | Andrea Anastasi          |
| 2011 | mężczyźni     | brązowy | Mistrzostwa Europy          | Czechy i Austria                                | Andrea Anastasi          |
| 2011 | mężczyźni     | srebrny | Puchar Świata               | Japonia                                         | Andrea Anastasi          |
| 2012 | mężczyźni     | złoty   | Liga Światowa               | Bułgaria                                        | Andrea Anastasi          |
| 2014 | mężczyźni     | złoty   | Mistrzostwa Świata          | Polska                                          | Stéphane Antiga          |
| 2015 | mężczyźni     | brązowy | Puchar Świata               | Japonia                                         | Stéphane Antiga          |
| 2018 | mężczyźni     | złoty   | Mistrzostwa Świata          | Bułgaria i Włochy                               | Vital Heynen             |
| 2019 | mężczyźni     | brązowy | Liga Narodów                | Stany Zjednoczone                               | Vital Heynen             |
| 2019 | mężczyźni     | brązowy | Mistrzostwa Europy          | Belgia, Francja, Holandia i Słowenia            | Vital Heynen             |
| 2019 | mężczyźni     | srebrny | Puchar Świata               | Japonia                                         | Vital Heynen             |
| 2021 | mężczyźni     | srebrny | Liga Narodów                | Włochy                                          | Vital Heynen             |
| 2021 | mężczyźni     | brązowy | Mistrzostwa Europy          | Czechy, Polska, Słowenia i Estonia              | Vital Heynen             |
| 2022 | mężczyźni     | brązowy | Liga Narodów                | Włochy                                          | Nikola Grbić             |
| 2022 | mężczyźni     | srebrny | Mistrzostwa Świata          | Polska i Słowenia                               | Nikola Grbić             |
| 2023 | kobiety       | brązowy | Liga Narodów                | Stany Zjednoczone                               | Stefano Lavarini         |
| 2023 | mężczyźni     | złoty   | Liga Narodów                | Polska                                          | Nikola Grbić             |
| 2023 | mężczyźni     | złoty   | Mistrzostwa Europy          | Bułgaria, Izrael, Macedonia Pn. i Włochy        | Nikola Grbić             |
| 2024 | kobiety       | brązowy | Liga Narodów                | Turcja, Stany Zjednoczone, Hongkong i Tajlandia | Stefano Lavarini         |
| 2024 | mężczyźni     | brązowy | Liga Narodów                | Turcja, Japonia, Słowenia, Polska               | Nikola Grbić             |
| 2024 | mężczyźni     | srebrny | Letnie Igrzyska Olimpijskie | Paryż, Francja                                  | Nikola Grbić             |

## Sukcesy polskich klubów
| Rok       | Klub                               | Płeć      | Medal       | Turniej       | Miejsce turnieju     |
| 1959/1960 | AZS-AWF Warszawa                   | mężczyźni | 3/4 miejsce | PEMK          | ZSRR, Rumunia        |
| 1960/1961 | AZS-AWF Warszawa                   | kobiety   | srebrny     | PEMK          | ZSRR, Polska         |
| 1961/1962 | AZS-AWF Warszawa                   | kobiety   | 3/4 miejsce | PEMK          | ZSRR, Bułgaria       |
| 1962/1963 | Legia Warszawa                     | mężczyźni | 3/4 miejsce | PEMK          | ZSRR, Rumunia        |
| 1962/1963 | AZS-AWF Warszawa                   | kobiety   | srebrny     | PEMK          | ZSRR, Polska         |
| 1963/1964 | AZS-AWF Warszawa                   | kobiety   | 3/4 miejsce | PEMK          | Bułgaria, NRD        |
| 1965/1966 | AZS-AWF Warszawa                   | kobiety   | 3/4 miejsce | PEMK          | ZSRR                 |
| 1967/1968 | Legia Warszawa                     | mężczyźni | 3/4 miejsce | PEMK          | Belgia               |
| 1970/1971 | Wisła Kraków                       | kobiety   | 3/4 miejsce | PEMK          | ZSRR, Czechosłowacja |
| 1972/1973 | Resovia Rzeszów                    | mężczyźni | srebrny     | PEMK          | Holandia             |
| 1972/1973 | Start Łódź                         | kobiety   | brązowy     | PEMK          | Holandia             |
| 1977/1978 | Start Łódź                         | kobiety   | brązowy     | PEMK          | RFN                  |
| 1977/1978 | Płomień Milowice                   | mężczyźni | złoty       | PEMK          | Szwajcaria           |
| 1978/1979 | Płomień Milowice                   | mężczyźni | brązowy     | PEMK          | Belgia               |
| 1980/1981 | Gwardia Wrocław                    | mężczyźni | brązowy     | PEMK          | Hiszpania            |
| 2002/2003 | ZAKSA Kędzierzyn-Koźle             | mężczyźni | brązowy     | Liga Mistrzów | Włochy               |
| 2007/2008 | PGE Skra Bełchatów                 | mężczyźni | brązowy     | Liga Mistrzów | Polska               |
| 2009      | PGE Skra Bełchatów                 | mężczyźni | srebrny     | Klubowe MŚ    | Katar                |
| 2009/2010 | PGE Skra Bełchatów                 | mężczyźni | brązowy     | Liga Mistrzów | Polska               |
| 2010      | PGE Skra Bełchatów                 | mężczyźni | srebrny     | Klubowe MŚ    | Katar                |
| 2011      | Jastrzębski Węgiel                 | mężczyźni | srebrny     | Klubowe MŚ    | Katar                |
| 2011/2012 | PGE Skra Bełchatów                 | mężczyźni | srebrny     | Liga Mistrzów | Polska               |
| 2012      | PGE Skra Bełchatów                 | mężczyźni | brązowy     | Klubowe MŚ    | Katar                |
| 2013/2014 | Jastrzębski Węgiel                 | mężczyźni | brązowy     | Liga Mistrzów | Turcja               |
| 2014/2015 | Asseco Resovia Rzeszów             | mężczyźni | srebrny     | Liga Mistrzów | Niemcy               |
| 2018/2019 | PGE Skra Bełchatów                 | mężczyźni | 3/4 miejsce | Liga Mistrzów | Niemcy               |
| 2020/2021 | Grupa Azoty ZAKSA Kędzierzyn-Koźle | mężczyźni | złoty       | Liga Mistrzów | Włochy               |
| 2021/2022 | Grupa Azoty ZAKSA Kędzierzyn-Koźle | mężczyźni | złoty       | Liga Mistrzów | Słowenia             |
| 2022/2023 | Grupa Azoty ZAKSA Kędzierzyn-Koźle | mężczyźni | złoty       | Liga Mistrzów | Włochy               |
| 2022/2023 | Jastrzębski Węgiel                 | mężczyźni | srebrny     | Liga Mistrzów | Włochy               |
| 2023/2024 | Jastrzębski Węgiel                 | mężczyźni | srebrny     | Liga Mistrzów | Turcja               |